# Gioacchino Failla
Gioacchino Failla (Castelbuono, 19 luglio 1891 – Downers Grove, 15 dicembre 1961) è stato un biofisico italiano naturalizzato statunitense.

## Biografia
Emigrò da Castelbuono (Palermo) all'età di 15 anni verso gli Stati Uniti dove si stabilì a New York.
Nel 1915 conseguì la laurea in ingegneria elettronica alla Columbia University ed iniziò a lavorare presso il Memorial Hospital di New York come fisico.  Successivamente si recò a Parigi dove conobbe Marie Curie e conseguì un dottorato in scienze fisiche presso la Sorbona.
È stato una figura di spicco nel campo della biofisica e della radiobiologia.
Morì a causa di un incidente stradale nei pressi di Chicago nel 1961.